# Metanigrus yami
Metanigrus yami är en insektsart som beskrevs av Tsaur, Yang och Wilson 1986. Metanigrus yami ingår i släktet Metanigrus och familjen Meenoplidae. Inga underarter finns listade i Catalogue of Life.